# 吕翁斯
吕翁斯（法語：Ruoms，法語發音：[ʁɥɔ̃s]）是法国阿尔代什省的一个市镇，属于拉让蒂耶尔区。

## 地名
该地名“Ruoms”发音为[ʁɥɔ̃s]，根据实际发音其应译作“吕翁斯”，《世界地名翻译大辞典》与《世界地名译名词典》将其误译作“吕奥姆”。

## 地理
吕翁斯（44°27'11"N, 4°20'31"E）面积12.14 平方千米，位于法国奥弗涅-罗讷-阿尔卑斯大区阿尔代什省，该省份为法国东南部内陆省份，北起顺时针与卢瓦尔省、伊泽尔省、德龙省、沃克吕兹省、加尔省、洛泽尔省和上盧瓦爾省接壤。
与吕翁斯接壤的市镇（或旧市镇、城区）包括：绍宗、拉博姆、拉戈尔斯、普拉东、圣阿尔邦-欧里奥勒、桑宗、瓦隆蓬达尔克。
吕翁斯的时区为UTC+01:00、UTC+02:00（夏令时）。

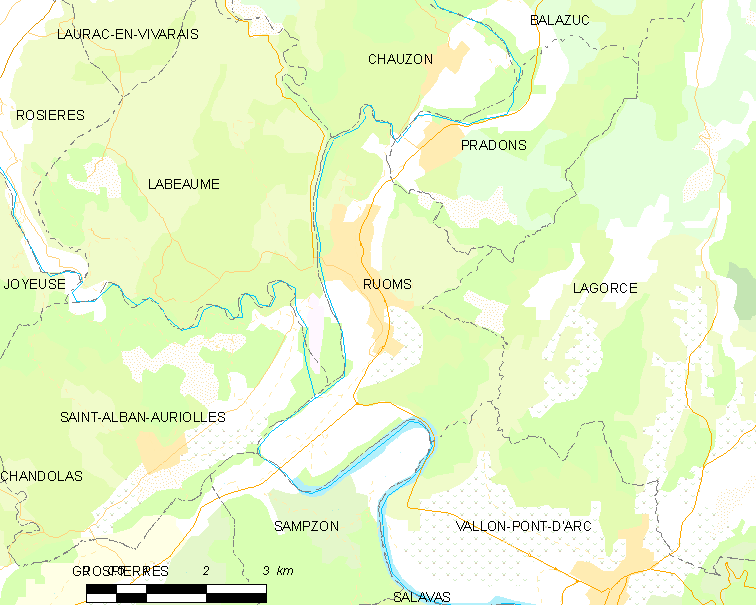
吕翁斯的OSM定位图

## 行政
吕翁斯的邮政编码为07120，INSEE市镇编码为07201。

## 政治
吕翁斯所属的省级选区为瓦隆蓬达尔克县。

## 人口

1962-2008年间吕翁斯人口变化图示

吕翁斯于2022年1月1日时的人口数量为2286人。